# Mascaraàs-Haron
Mascaraàs-Haron é uma comuna francesa na região administrativa da Nova Aquitânia, no departamento dos Pirenéus Atlânticos. Estende-se por uma área de 8,82 km². Em 2010 a comuna tinha 126 habitantes (densidade: 14,3 hab./km²).